# Илавски окръг
Илавски окръг (на полски: Powiat iławski) е окръг в Североизточна Полша, Варминско-Мазурско войводство. Заема площ от 1385,22 км2. Административен център е град Илава.

## География
Окръгът обхваща земи от историческите области Помезания и Любавска земя. Разположен е в западната част на войводството.

## Население
Населението на окръга възлиза на 93 047 души(2012 г.). Гъстотата е 64,95 души/км2.

## Административно деление
Административно окръгът е разделен на 7 общини.
Градски общини:
- Илава
- Любава

Градско-селски общини:
- Община Залево
- Община Кишелице
- Община Суш

Селски общини:
- Община Илава
- Община Любава

## Галерия
- Залево
- Илава
- Кишелице
- Любава
- Суш